# Хавиржов
Хавиржов (чеш. Havířov, пољ. Hawierzów) је значајан град у Чешкој Републици и велики град чешког дела Шлеске. Хавиржов је други по величини град управне јединице Моравско-Шлески крај, где се налази у оквиру округа Карвина.
Хавиржов је као највећи град у држави без положаја седишта краја због близине великог града Остраве. Ова близина утицала је и на други низ неповољних околности - непостојање праве зоне утицаја, слаб развој терцијарних делатности. Хавиржов је и највећи град у Чешкој републици без сопственог унивезитета.

## Географија
Хавиржов се налази у североисточном делу Чешке Републике и удаљен је од главног града Прага 390 km источно. Од Остраве, средишта краја, је град удаљен мање од 20 km.

### Рељеф
Хавиржов се налази у чешком делу Шлеске. Град се налази на заталасаном терену на приближно 260 m надморске висине.

### Клима
Клима области Хавиржова је умерено континентална.

### Воде
Град Хавиржов нема излаз на реку или језеро.

## Историја
Иако је подручје Хавиржова било насељено од праисторије данашње насеље је образовано тек у другој половини 20. века. Град је основан 1955. године у вези са наглим порастом вађења руде и њене прераде. Град је у потпуности изграљен за три деценије у савременом духу - велики блокови и зграде, пуно паркова, булевари и сл.

## Становништво
Хавиржов данас има око 82.000 становника и последњих година број становника у граду опада. Поред Чеха у граду живе и Словаци, Пољаци и Роми.

## Привреда
Као град заснован на екплоатација руда, привредној области која је протекле две деценије доживела суноврат град има велике привредне проблеме који неповољно утичу и на друге сфере живота (опадање броја становника, незапосленост, слаб развој трговине и других делатности).

## Партнерски градови
- Колењо
- Harlow
- Јастшембје-Здрој
- Мажејкјај
- Омиш
- Паиде

## Галерија
- Градски булевар
- Месно здање суда
- Железничка станица
- Градска спортска хала